# Cannibal Tours
Cannibal Tours je dokumentární film australského režiséra Dennise O'Rourkea. Film, který výrazně čerpá z etnografických a antropologických postupů je také kousavým komentářem moderní a globalizované společnosti.
Film sleduje americké a evropské turisty, jež cestují od vesnice k vesnici povodím řeky Sepik ve státě Papua Nová Guinea a snaží se co nejvýhodněji koupit nějaké suvenýry, platí za možnost sledovat donedávna posvátné rituály bývalých lidojedů a horlivě si fotografují každý aspekt pro ně primitivního života. Místní lidé je příliš nezajmají, nehovoří s nimi o jiných věcech, než je cena suvenýrů či pár dolarů za pózování na fotografii a sami rádi na palubě výletní lodi debatují o vyspělosti své civilizace. Zdejší lidé a místní džungle je pro ně zosobněním mystiky a tajemna.
Vesničané si naopak stěžují na nutnost kupčit se svou identitou. Vadí jim i přístup cizinců, kteří o všem smlouvají, zatímco oni se, za z turismu získané peníze, uživí jen obtížně. Starý obyvatel vesnice Camillus to shrnuje lapidárně: Žijeme mezi dvěma světy... Vše co víme je to, že to jsou lidé z cizí země. Sedíme tu a jsme zmatení, zatímco oni si vše neustále fotí. O'Rourke se u turistů zaměřil především na všudypřítomný etnocentrismus, jehož projevem je i snaha turistů exotizovat každý aspekt místního života.
Sám O'Rourke uvádí, že jeho film je mimo jiné pokusem o pochopení místa těch druhých v představách (západní) veřejnosti a hledá důvody proč se lidé, řadící sebe do civilizovaného světa, chtějí setkat s lidmi, jež naopak řadí mezi necivilizované (primitivy). Film je tak i kritikou západní masové kultury a vzhledem ke svému tématu se vztahuje i k antropologii turismu. Setkání cizinců a místních lidí totiž provází kontakty na úrovni obchodu, zatímco k obohacení kulturnímu, vzdělávacímu či spirituálnímu dochází jen zřídka. Domorodá kultura se pak zužuje na komerční produkt (komodifikace). Kritika autora zachází až tak daleko, že moderní turismus vnímá jako jistého nástupce koloniálních objevitelských expedicí (lidé z koloniálních zemí dodnes upřednostňují své bývalé kolonie jako prázdninové destinace).
Setkání místních obyvatel, s pro ně novým a podivným fenoménem turismu, odráží i motto filmu, které zní:
| „ | V cizí zemi není podivnějšího než cizinec, který ji přišel navštívit. | “ |
| — |                                                                       |   |